# Murphy's Law (episodio de Los 100)
Murphy's Law es el cuarto episodio de la primera temporada de la serie de televisión estadounidense de ciencia ficción y drama Los 100. El episodio fue escrito por T.J. Brady y Rasheed Newson y dirigido por PJ Pesce. Fue estrenado el 9 de abril de 2014 en Estados Unidos por la cadena The CW.
Después de la muerte de Wells, Clarke cree que Murphy es el responsable y lo acusa públicamente, provocando la ira del grupo, quienes deciden ejecutarlo. Con un cargo de conciencia por lo que sucede con Murphy, Charlotte confiesa que fue ella quien asesinó a Wells y Murphy pide el mismo castigo para ella, provocando un levantamiento cuando Bellamy se niega a ejecutar a la chica. Clarke y Finn intentan mantener con vida a Charlotte pero son alcanzados por Murphy y sus seguidores. Charlotte decide castigarse ella misma y para evitar un nuevo levantamiento, Clarke y Bellamy destierran a Murphy del campamento. Mientras tanto en el Arca, Abby decide correr el riesgo de ser ejecutada para darle tiempo a Raven de terminar la cápsula y viajar a la Tierra.

## Elenco
- Eliza Taylor como Clarke Griffin.
- Paige Turco como la concejal Abigail Griffin.
- Thomas McDonell como Finn Collins.
- Marie Avgeropoulos como Octavia Blake.
- Bob Morle como Bellamy Blake.
- Christopher Larkin como Monty Green.
- Devon Bostick como Jasper.
- Isaiah Washington como el canciller Thelonious Jaha.
- Henry Ian Cusick como el concejal Marcus Kane.

## Continuidad
- Charlotte muere en este episodio. Y Murphy es desterrado.

## Recepción
En Estados Unidos, Murphy's Law fue visto por 1.69 millones de espectadores, recibiendo 0.5 millones de espectadores entre los 18 y 49 años, de acuerdo con Nielsen Media Research.